# Victor Babeș
Victor Babeș (Bécs, 1854. július 4. – Bukarest, 1926. október 19.) román orvos, mikrobiológus és az egyik legkorábbi bakteriológus. Világhírnévre elsősorban a veszettség, a lepra, a torokgyík, a tuberkulózis és egyéb fertőző betegségek területén végzett kutatásai révén tett szert.

## Élete
Apja, Vincențiu Babeș politikus volt. A gimnáziumi alsóbb osztályokat Bécsben, a felsőbbeket Budapesten, a Királyi Katholikus Egyetemi Főgimnáziumban (ma: Budapesti Egyetemi Katolikus Gimnázium) végezte, egyetemi tanulmányait részint Budapesten, részint Bécsben folytatta. Utóbbi helyen 1878-ban egyetemes orvosdoktor (akkori szóval „orvostudor”) lett, ezután a budapesti egyetemen magántanárrá nevezték ki. A magyar kormány 1883-ban Párizsba küldte, ahol Pasteur intézetében a veszettség gyógyítását tanulmányozta. Visszatérve Magyarországra rendkívüli tanár lett az egyetemen. Hamarosan viszont Romániába ment, ahol a bukaresti közkórház egyik osztályának főorvosává és egyetemi rendes tanárrá nevezték ki.
Cikkeket írt az Orvosi Hetilapba (1877–84, 1887). A Magyar Orvosok és Természettudósok Munkálatai 20. kötetében (1880) jelent meg Az emberi hashártyában talált férgekről című értekezése. A hazai és külföldi szaklapokban 1883–84-ben megjelent cikkeit és értekezéseit, számszerint 24-et fölsorolja az Acta Reg. Scient. Univers. Hung. Budapestiensis 1885. folyama.

## Művei
- Über Poliomyelitis anterior, 1877
- Ueber die selbständige combinirte Seiten- und Hinterstrangsclerose des Rückenmarks, [Virchows] Archiv für pathologische Anatomie und Physiologie und für klinische Medicin, Berlin, 1876
- Ueber einen im menschlichen Peritoneum gefundenen Nematoden, [Virchows] Archiv für pathologische Anatomie und Physiologie und für klinische Medicin, Berlin, volume LXXXI
- Studien über Safraninfärbung, 1881
- Bakterien des rothen Schweisses, 1881
- Eine experimentelle Studie über den Einfluss des Nervensystems auf die pathologischen Veränderungen der Haut, with Arthur von Irsay, Vierteljahresschrift für Dermatologie
- Les bactéries et leur rôle dans l’anatomie et l’histologie pathologiques des maladies infectieuses, Written with Victor André Cornil, 1 volume and Atlas, Paris, F. Alcan, 1885
- A bakteriológia rövid tankönyve. Budapest, 1886. (Magyar orvosi könyvkiadó-társulat könyvtára 52. kötet.)
- Über isoliert färbbare Antheile von Bakterien, Zeitschrift für Hygiene, Leipzig, 1889, 5: 173-190
- Observations sur la morve, Archives de médecine experimentale et d’anatomie pathologique, 1891, 3:619-645
- Atlas der pathologischen Histologie des Nervensystems, with Georges Marinesco and Paul Oscar Blocq, Berlin, Hirschwald, 1892
- Untersuchungen über Koch's Kommabacillus, [Virchows] Archiv für pathologische Anatomie und Physiologie und für klinische Medicin, Berlin
- Untersuchungen über den Leprabazillus und über die Histologie der Lepra, Berlin, 1898
- Beobachtungen über Riesenzellen, Stuttgart, 1905
- Über die Notwendigkeit der AbVerfahrens der Wutbehandlungänderung des Pasteur'schen, Zeitschrift für Hygiene und Infektionskrankheiten, Leipzig, 1908, 58:401-412.

## Magyarul
- A bakteriologia rövid tankönyve. Főtekintettel a fertőző betegségek kóroktanára és kórbonctanára; Magyar Orvosi Könyvkiadó Társulat, Bp., 1886 (A Magyar Orvosi Könyvkiadó Társulat könyvtára)
- Egészségügy és politika. Válogatott írások; vál., bev. Spielmann József, ford. Imreh Piroska, Spielmann József; Kriterion, Bukarest, 1977 (Téka)

## Emlékezete
- Temesváron van Victor Babeș Orvosi és Gyógyszerészeti Egyetem.
- A Babeș–Bolyai Tudományegyetem Kolozsvárott részben az ő nevét viseli.